# Nemti
Nemti je obec v Maďarsku v župě Nógrád.
Rozkládá se na ploše 11,06 km² a v roce 2010 zde žilo 755 obyvatel.